# Heinz Jurkat
Heinz Jurkat (* 7. April 1929 in Kötschen, Kreis Pillkallen, Ostpreußen; † 8. Juli 2011 in Uetersen) war Vorsitzender des Landesblinden- und Sehbehindertenvereins Schleswig-Holstein (BSVSH) und Träger des Bundesverdienstkreuzes am Bande.

## Leben
Er wurde im kleinen Ort Kötschen, Kreis Pillkallen/Ostpreußen, geboren. Im Alter von drei Jahren erblindete er. In der Zeit von 1945 und 1950 war er bei der Blindennotgemeinschaft in Glückstadt tätig. 1947 legte Heinz Jurkat die Bürogehilfenprüfung vor der Industrie- und Handelskammer zu Lübeck ab und begann 1950 seine berufliche Laufbahn bei der Stadtverwaltung in Uetersen. Die 1. und 2. Verwaltungsprüfung meisterte er trotz seiner Erblindung problemlos, sodass seiner Laufbahn und der Beförderung zum Stadtsekretär und anschließend zum Stadtinspektor, sowie zum Stadtoberinspektor und schließlich zum Stadtamtmann, nichts im Wege stand. Heinz Jurkat war zudem auch stellvertretende Kämmerer, Leiter der Bürgerberatungstelle im Rathaus und Vorsitzende des Personalrates.
Heinz Jurkat war mehrere Jahrzehnte Vorsitzender des Landesblindenvereines und hat sich über mehrere Jahrzehnte nicht nur herausragende Verdienste um das Blinden und Sehbehindertenwesen in Schleswig-Holstein erworben, sondern auch in unterschiedlichen Ämtern und Funktionen in ganz Deutschland. Bis 1999 führte Heinz Jurkat als Vorsitzender die Selbsthilfeorganisation und gestaltete und bestimmte die Vereinsgeschicke in dieser Zeit maßgeblich.
Am 17. Juni 1995, im Namen vom damaligen Bundespräsidenten Roman Herzog, verlieh die damalige Sozialministerin Schleswig-Holsteins, Heide Moser, Jurkat das Bundesverdienstkreuz am Bande. „Sie haben ihr Sehvermögen verloren, aber ihr Stehvermögen ist offensichtlich größer als das der meisten Menschen in unserer Gesellschaft“, formulierte die Ministerin bei der Übergabe des Ordens.
Privat nahm er an der deutschen Blindenfernschachmeisterschaft teil und war Mitglied in der Kantorei der evangelisch-lutherischen Klosterkirche Uetersen.